# История Флоренции

## Ранние поселения
В четвертичный период равнина между Флоренцией, Прато и Пистоей была занята большим озером, которое охватывало долину к западу от горы Монте-Альбано и к северу от горы Монте-Джови. С течением времени озеро, располагавшееся примерно в пятидесяти метрах над уровнем моря, высыхало, оставляя после себя многочисленные пруды и болота, в частности в районе Кампи-Бизенцио, Синьи и Баньо-а-Риполи.
Считается, что между X и VIII веками до н. э. у слияния рек Арно и Муньоне уже существовал посёлок Вилланова. Между VII и VI веками до н. э. этруски обнаружили и использовали удобный брод через Арно выше места слияния, где между холмами располагалась равнина. В этом месте они построили мост или паромную переправу, которая располагалась, вероятно, в нескольких десятках метров от нынешнего моста Понте Веккьо. Этруски, однако, предпочли не основывать в этих местах поселения — оно было слишком доступным для возможных нападений или наводнений, — и поселились в шести километрах от брода, на холме, где основали Фьезоле, связавший основные этрусские центры области Эмилии с севером Лацио.

## Римляне
Некоторые историки до сих пор спорят о существовании доримских поселений в районе нынешней Флоренции. Тем не менее, история Флоренции традиционно отсчитывается с 59 года до н. э., с основания римлянами деревни под названием Florentia, предназначенной для военных ветеранов. Название связано с датой основания поселения — оно пришлось на флоралии, и потому посвящено богине весны. По другой версии военному лагерю было дано название Fluentia — от латинского «поток», так как город располагался в устье двух рек — Муньоне и Арно. По мнению некоторых историков, город был основан из политических и стратегических соображений: в 62 году до н. э. Фьезоле был оплотом сторонников Катилины, и Цезарь решил создать свой форпост всего в 6 км от Фьезоле, у реки Арно. В 59 году структура поселения была уже довольно определённой в её классических структурных компонентах — две улицы пересекались и делили каструм на две части.
Римляне построили переправы через Арно и Муньоне, что позволило им получить контроль над долиной Арно и частью равнины, ведущей к морю в направлении города Пизы. К 123 году относится первая официальная информация о жизни поселения: в этом году был построен первый мост через Арно.
Вокруг римского военного лагеря, тем временем, началось строительство зданий, которые традиционно характеризовали римские города: водопровода (от Монте-Морелло), форума (в районе нынешней Площади Республики), бань (по крайней мере, двух), театра и амфитеатра. Окружающая территория была приспособлена не только для сельского хозяйства, но и для противодействия наводнениям. Был также построен речной порт, что позволило торговать с пизанцами.
Будучи уже полноценным городом, Флоренция в силу своего военного происхождения была посвящена богу Марсу, который стал её первым покровителем.
Границы римского города по-прежнему узнаваемы на современных картах Флоренции: кардо и декуманус (то есть две главные улицы) сегодня идентифицируются с Виа-Строцци, Виа-дель-Корсо и Виа-дельи-Специали, которые разрезают центр с запада на восток, и с Виа-Рома и Калимала, пересекающимия город с севера на юг. Четырёхугольник, окружённый крепостными стенами с многочисленными башнями, площадью около 1800 метров, умещал в себе население порядка 10-15 тысяч жителей.
В 285 году Диоклетиан в ходе реорганизации империи разместил во Флоренции штаб командира легиона, который был ответственен за весь регион Туския. В это же время купцы с Востока принесли в город культ Изиды.

## Ранняя христианская эра
Первые проповедники, вероятно, пришли во Флоренцию с Востока вместе с сирийскими, греческими и анатолийскими купцами. Традиционно историки XIV века, в частности Джованни Виллани, относят христианизацию города к деяниям учеников апостола Петра, Св. Фронтино и Св. Павлина. Датировку христианизации региона подтверждают находки древних надгробий в районе церкви Санта-Феличита.
К 313 году относится упоминание первого епископа города Феликса, упомянутого в качестве гостя в Риме у папы Мильтиада. В 393 году святой Амвросий посетил Флоренцию основал церковь Сан-Лоренцо вне городских стен (возможно, на месте некрополя христиан).
Десять лет спустя Флоренция стала центром архиепархии во главе со святым Зиновией, который организовал сопротивление флорентийцев вторжению остготов Радагайса. Остготы осадили город, но потерпели поражение от Стилихона, полководца императора Гонория (405—406).
Согласно мнению учёных, таких как Лопес Пенья, в тот период город сильно обезлюдел: многие виллы уже были разделены на более скромные дома, а позднее снесены, чтобы освободить место для церковных построек. Существует гипотеза, что землевладельцы предпочли покинуть Флоренцию, чтобы защититься от непомерного налогообложения и предотвращения навязывания административных должностей, требовавших личной ответственности за сбор налогов.
В этот период произошёл окончательный переход всего населения в христианство (этому способствовал эффект от разгрома остготов, преписываемого молитвам святого Зиновия). Культ Марса сменил культ святого Иоанна Крестителя как покровителя города. К этому времени также относят строительство ряда церквей, в частности церкви Сан-Джованни.

## Средневековье

### Войны между готами и византийцами
В V веке Флоренция, как и большая часть Италии, оказались в руках готов Теодориха. В 541 году, в условиях войны между готами и византийцами, город был оккупирован армией Велизария, а затем разграблен и сожжён в 550 году готами Тотилы.
Возможно, остатком этого периода является башня Пальяцца, имеющая необычную для того времени круговую планировку. После ухода готов византийцы начали восстановление города и основали, в частности, церковь Святого Аполлинария, ныне утраченную.

### Лангобарды
В 570 году Флоренция попала в руки лангобардов, которые, однако, выбрали в качестве главного города Тосканы Лукку. Они установили контроль за ведшими в Рим дорогами между Альтопашио, Луккой и Фучеккьо — частью будущей Дороги франков Via Francigena. Флоренция, таким образом, оказалась вдалеке от торговых путей, город стал приходить в упадок.
В период с конца VIII века и в начале IX века, после двух столетий упадка, город пережил возрождение, отправной точкой которого стало возобновление экономической деятельности и рост численности населения, возможно, вызванный миграцией в город сельского населения, напуганного периодическими набегами варваров.

### Период Каролингов
Карл Великий останавливался во Флоренции, по крайней мере, два раза — в 781 году, по возвращении из Рима, и в 786 году, когда он получил жалобы от некоторых монахов на ломбардского князя Гудибранда. Предполагаемое восстановление Флоренции в статусе крупного города Карлом Великим относится к категории гипотез, хотя часто поддерживалась летописцами. На самом деле возрождение Флоренции относится ко времени Лотаря I: в 854 году городские комитеты Флоренции и Фьезоле были объединены, а Флоренция была выбрана в качестве регионального центра. Отношения между двумя городами в этот период характеризуют как отношения «матери» (Фьезоле) и «дочери» (Флоренция), в итоге приведшие к постепенному росту значимости Флоренции и угасанию Фьезоле.
В этот период, возможно, из страха нашествия венгров, стены города были укреплены и расширены, пока они не вышли к берегу Арно.
Тем не менее, в 825 году отряд пиратов-норманнов поднялся по течению Арно на вёслах, разведал всю близлежащую территорию и напал на Фьезоле, сумев сжечь дворец местного епископа.
В 978 году маркграф Вилья Тосканский основал во Флоренции бенедиктинское аббатство. Сын Вильи, Уго I, избрал Флоренцию в качестве резиденции маркграфа Тосканы, чем отомстил Лукке, которая до этого была политической столицей региона.

## XI век
Символом подлинного возрождения города можно считать основание базилики Сан-Миниато-аль-Монте в 1013 году, в присутствии епископа Алибранда и с согласия императора Генриха II. Церковь с лёгкими арками, коринфскими капителями и красивым беломраморным фасадом стала кульминацией романской архитектуры в Тоскане.
В 1055 году во Флоренции в присутствии папы Виктора II и императора Генриха III был проведён собор, который осудил симонию и конкубинат по инициативе Иоанна Гуальберта.
Через несколько лет маркиз Годфруа Лотарингский выбрал Флоренцию в качестве столицы, а в 1059—1061 годах папой римским был флорентийский епископ Жерар Бургундский (под именем Николая II).

## XII век

### Правление Матильды Тосканской
Дела Иоанна Гуальберта нанесли первый удар по коррумпированному духовенству, однако проблема ещё не была решена, и вскоре на полуострове начали формироваться группы простых людей (традиционно из низших классов, но не только), которые восставали против авторитета духовенства, — так называемая Патария. Столкновения между Патарией и духовенством стали базой для формирования лагерей гвельфов и гибеллинов — сторонников папства и императорской власти соответственно. Матильда Тосканская пыталась быть посредником между противоборствующими сторонами. Во Флоренции она расположилась с гвардией в замке рядом с церковью Сан-Лоренцо), и одного её присутствия было достаточно, чтобы подавить возможные столкновения. Ко времени её смерти в 1115 году были укреплены стены города, на реке был построен замок Альтафронте.
После смерти Матильды, а затем длинного междуцарствия в связи со смертью императора Генриха V, правившего Флоренцией на правах маркграфа, город оказался без верховной власти, что способствовало развитию самоуправления. Первые упоминания о самоуправлении Флоренции содержатся в безымянной хронике, где указано, что в 1125 году во главе города стояли некие консулы Burellus, Florenzitus, Broccardus и Servolus. Так же мало известно об организации управления. По некоторым данным, ежегодно избирались двенадцать консулов, подчинявшихся Совету 150-ти «Bonomini», избиравшемуся в свою очередь четыре раза в год на общем собрании горожан. Конкретные функции этих органов управления неизвестны. На практике, очевидно, в политической жизни города доминировали крупные семьи.
Исследование Энрико Фаини (Университет Флоренции), опубликованное в 2004 году, исправляет и дополняет некоторые более ранние сведения. В частности, он приводит перечень самых влиятельных флорентийских семей, фактически управлявших городом: Адимари, Амидеи, Ардиньи, Брунеллески, Буондельмонте, Капонсакки, Донати, Фифанти, Герардини, Нерли, Порчелли, Сколари, Уберти. В более поздние периоды к ним присоединились семьи Джуньи, Росси/Якоппи, Саккетти, Джандонати, Кавальканти, Кьермонтези, Джанфильяцци, Пильи, Сизи, Солданьери, Скуарчьясакки, Строцци, Тедальдини, Торнакинчи, Веккьетти, Делла Торре, Делла Белла, Джуди, Гьочи, Ламберти, Инфангати, Баруччи, Чиприани, Авогади, Висдомини и др.

### Экономический рост
В начале XII века Флоренция вошла в период роста ремесленного производства и высоких темпов роста торговли. Речной порт процветал, город был подключен к торговой Дороге франков. С 1182 года флорентийские купцы начали выходить на уровень общеевропейской торговли. Город закупал полотна из Фландрии и Франции и краски из Леванта, местные ремесленники красили сукно и перепродавали за границу по высоким ценам.
Постепенно Флоренция стала подчинять окрестные сельские поселения. Этому препятствовали замки крупных феодалов. Особое сопротивление оказали семьи Альберти (на севере и западе), графы Гуиди и Герардини. В 1125 году флорентийцы захватили и полностью разрушили Фьезоле, после чего на месте города флорентийские аристократы построили виллы. К середине века Флоренция уже доминировала в долине Вальдарно и вышла на региональную политическую арену наряду с другими крупными городами.
В 1171 году Пиза, испытывавшая трудности в борьбе против Генуи и императора Фридриха I Барбароссы, попросила военной поддержки у Флоренции. Помощь была оказана в обмен на торговые преференции, в частности, на уступки в сфере перевозки грузов и использования гаваней для хранения товаров. В свою очередь, Лукка и Сиена решили остановить продвижение Флоренции.

### Социальные потрясения
В 1172—1175 годах во Флоренции были возведены новые крепостные стены, что было вызвано расширением города с 24 до 75 га. В черту города вошли некоторые ближайшие деревни, в частности, Ольтрарно. В связи с ростом богатства и постоянным наплывом людей из сельской местности (как обывателей, так и богатых землевладельцев) население Флоренции в данный период составляло около 25 000 человек. Однако рост населения и благосостояния привело к первому серьёзному обострению социальных отношений и осложнению политической жизни.
Попытка семьи Уберти в 1177 году подорвать систему альянсов между группами семей, правившими городом, закончилась кровавой гражданской войной, которая длилась около трёх лет. Уберти заявляли себя сторонниками императора, и эта война стала первым эпизодом борьбы между зарождавшимися группами гвельфов и гибеллинов.
В 1193 году новый бунт во главе с Уберти был поддержан новым классов купцов и ремесленников «Calimala», а также императором Генрихом VI, в результате была ликвидирована система консулов. Хотя она была возрождена в 1197 году, было ясно, насколько эта система правления уже неэффективна.

## XIII век

### Режим подеста
В 1207 году правительство города было преобразовано, и вместо нескольких консулов стали избирать одного подеста, предпочтительно иногороднего, что позволяло ему быть беспристрастным и не заинтересованным в борьбе между семьями. Первым подеста был Гуалфредотто из Милана. Кандидат в подеста должен был иметь рыцарское достоинство, воинское мастерство и юридические знания. На практике управление городом сводилось к узкому олигархическому совету.

### Военные победы
Между 1197 и 1203 годами Флоренция укрепила свой контроль над окрестными землями благодаря активным военных кампаниям, особенно в низинах Вальдарно и в долине Вальдельса, важной для контроля над Дорогой франков. В 1202 году после нескольких лет осады был взят город Семифонте, который полностью сравняли с землёй и наложили запрет на последующее строительство. Захватив Семифонте, Флоренция нанесла серьёзный удар по власти рода Альберти, сопротивлявшегося экспансии флорентийцев.

### Рост населения
В XIII веке Флоренция вступила в период расцвета. Контроль над Дорогой франков давал ей экономическую независимость и позволял содержать мощную армию. В город шёл большой поток людей, пополнявших ряды ремесленных гильдий и купеческих союзов. Кроме того, внешняя экспансия предоставляла дешёвую рабочую силу — жителей захваченных деревень, которые стали обособленно расселяться в черте города, формируя новые его районы.

### Прибытие нищенствующих орденов
В поддержку низших слоёв населения города прибывали монахи нищенствующих орденов, которые распределялись радиально вдоль стен: францисканцы — на «Лугу Всех Святых» («il Prato di Ognissanti») и на месте будущей базилики Санта-Кроче, доминиканцы — на северо-западе (где в 1219 году будет построена базилика Санта-Мария-Новелла), сильвестринцы — в Кафадджо (на месте будущей церкви Сан-Марко), сервиты — недалеко от места будущей постройки базилики Пресвятой Девы), гумилиаты — у площади Всех Святых, кармелиты — у церкви Санта-Мария-дель-Кармине, августинцы — на месте будущей базилики Святого Духа. Так родилась новая городская планировка, характеризовавшаяся расположениям домов вокруг церквей и устроенных напротив них площадей.

### Борьба с ересью
Вместе с нищенствующими орденами в городе стала распространяться и ересь. Среди еретиков особенно укоренились катары, которым симпатизировали некоторые гибеллины, например, род Уберти. В преследовании еретиков активно участвовали доминиканцы и францисканцы.

### Гвельфы и гибеллины
Начало ссоры между гвельфами и гибеллинами традиционно восходит к раздору между семьями Амидеи и Буондельмонте в 1216 году, но первые реальные столкновения произошли, когда Фридрих II решил послать своего сына Фридриха Антиохийского поддержать партию гибеллинов. В ответ на это гвельфы начали формировать вооружённые отряды.
Правительство ответило мерами по сплочению гибеллинов и «Popolo» (нового среднего класса) вокруг подеста. Фридрих Антиохийский в 1248 году постановил жёсткими мерами подавить попытку мятежа гвельфов: по планам отца, он должен был подчинить город имперскому контролю. После первоначального сопротивления гвельфы были изгнаны, оставив город в руках гибеллинов, в частности, семьи Уберти. Между тем, многие гвельфы были высланы в сельскую местность, при этом сохранив капитал, престиж и контакты с папской курией.

### «Народное правительство»
21 сентября 1250 года флорентийская армия потерпела поражение, попав в засаду гвельфов в Фильине-Вальдарно. Через месяц после этого произошло восстание во главе с «Popolo», изгнавшее Фридриха Антиохийского и все крупные семьи, которые его поддержали. Так начался период процветания «Старого народа» — Popolo Vecchio. В городе сформировалась двойная система управления: с одной стороны — подеста с двумя консулами; с другой — капитан (иноземец, как и подеста) с двумя консулами.
Десятилетие «Народного правительства» сопровождал расцвет экономической деятельности, в частности, финансовой системы, основанной на введённой в 1252 году золотой валюты — флорина, первой золотой монеты в Западной Европе, активно расходившейся по всему Средиземноморью.

### Битва при Монтаперти
Выход на первый план Манфреда Сицилийского после поражения Эццелино III да Романо (1259) в качестве лидера гибеллинов помог флорентийским гибеллинам сплотиться в решающий момент и 4 сентября 1260 года разбить гвельфов в битвы при Монтаперти. После этого гибеллины организовали репрессии, состоявшие в изгнании, конфискации имущества и разрушении домов гвельфов.

### Вмешательство Урбана IV
В 1263 году папа Урбан IV решил поддержать Карла Анжуйского в его борьбе с Манфредом и отлучил от церкви гибеллинов Флоренции и Сиены. Это вызвало большой резонанс среди населения, в обоих городах прекратилось отправление религиозных обрядов и стало зреть недовольство властью гибеллинов.

### Битва при Беневенто
Потребовалось известие, что Манфред был разбит в битве при Беневенто (февраль 1266 года), чтобы вспыхнул бунт против гибеллинов, которые были окончательно изгнаны из города. «Popolo» учредили правительство с преобладанием гвельфов, которые в 1267 году провозгласили подеста короля Сицилии Карла Анжуйского.

### 80-е годы
В 1280 году усилиями кардинала Латино Орсини многие гибеллины смогли вернуться на родину. Вскоре судьба вновь им улыбнулась — к власти пришёл новый император Рудольф Габсбург, в Романье укрепилась власть гибеллинов во главе с Гвидо да Монтефельтро, а Сицилийская вечерня изгнала Карла Анжуйского. В городе стали усиливаться гильдии, при этом продолжалась политическая борьба между крупными семьями.
В 1284 году Пиза — соперник Флоренции — потерпела поражение от Генуи, что ознаменовало закат Пизы, приведший к завоеванию города флорентийцами в 1406 году.

### Битва при Кампальдино
Битва при Кампальдино 11 июня 1289 года символизировала не только окончательный разгром гибеллинов, воодушевлённых международной обстановкой, это был ещё и повод «магнатов» (аристократии) подчеркнуть свою значимость: они снарядили войско оружием, в отличие от «простолюдинов» (popolana) — среднего класса.
В ответ на это подеста Джано Делла Белла в 1293 году издал «Распоряжения юстиции», отрезавшие «магнатов» от политической жизни. Смягчение «Распоряжений» в 1295 году позволило некоторым магнатам вернуться к власти, в то время как сторонник реформы, Джано, был сослан по подозрению в измене. Изгнание Джано было своего рода компромиссом между popolana и аристократией гвельфов: оба сословия были заинтересованы в союзе с Папой, французами и анжуйцами ради процветания торговли и банковского дела. Слой магнатов все более размывался, постепенно в него вливались разбогатевшие popolana.

### Гвельфы белые и чёрные
Ещё одним источником напряжённости являлся раскол гвельфов на две фракции — фракцию Донати («черных гвельфов», больше связанных с папством и поддерживаемых финансовой элитой) и фракцию Черчи («белых» — умеренных). Период волнений закончился изгнанием «белых» (в том числе Данте Алигьери). Но полемика на этом не закончилась, фракция «черных» распалась на сторонников Корсо Донати и Россо делла Тоса. После убийства Корсо Донати и изгнания его последователей ситуация в городе на время стабилизировалась.

### Культурные достижения
Активное строительство в городе стало триумфом романской архитектуры. В этот период началось строительство таких шедевров зодчества, как собор Санта-Мария-дель-Фьоре (1296) и Палаццо Веккьо (1298). Главными архитекторами и скульпторами почти стотысячного города были Арнольфо ди Камбио и Никколо Пизано.
В литературе утвердился стиль «Дольче стиль нуово», а Джотто и Чимабуэ заложили основу флорентийской живописной школы.
Богатство крупных семей позволило городу блистать роскошью и великолепием: в эти годы были построены дворцы Спини, Фрескобальди, Джанфильяцци, новые церкви (Санта-Тринита, Санта-Кроче, Санта-Мария-Новелла, Санта-Мария-дельи-Ангели и др.), а также три новых моста через Арно.

## XIV век

### Экономический подъём
Начало XIV века было отмечено новыми достижениями в экономике, культуре и искусстве Флоренции. В эти годы в городе шло активное строительство: завершались работы над постройками, начатыми в предыдущем веке (Кафедральный собор, Палаццо Веккьо, стены), было запущено строительство Кампанилы Джотто, Орсанмикеле, Лоджии Синьории и Лоджии Бигальо, которые считаются лебединой песней готической архитектуры во Флоренции.
Экономика строилась на крупных банках семей Спини, Фрескобальди, Барди, Перуцци, Моцци, Аччайоли и Боннакорси, которые кредитовали пап в Авиньоне и государей всей Европы (особенно, королей Франции и Англии), а также на обрабатывающей промышленности, особенно, шерстяной. Было подсчитано, что во Флоренции были произведены от 7 % до 10 % всех шерстяных тканей, выработанных на Западе. Торговые, банковские и производственные предприятия поддерживали друг друга, создавая замкнутый круг, приносивший колоссальные прибыли, что, однако, никак не способствовало росту достатка непривилегированных сословий.

### Военная слабость
Флоренция XIV века был крайне уязвима в военном отношении, о чём свидетельствует несколько неудач в первые десятилетия века, подрывавших авторитет города: битва при Монтекатини в 1315 году, битва при Альтоне в 1325 году. В итоге городские власти были вынуждены отказаться от внешней экспансии и перешли к удерживанию уже контролируемых территорий.

### Финансовый кризис
Начало Столетней войны принесло известие о несостоятельности короля Эдуарда III, которому многие флорентийские банкиры одолжили крупные суммы денег. Это инициировало серию банкротств, катастрофически сказавшихся на экономике города.
Уже в 1311 году разорилась семья Моцци, в 1326 году — семья Скали. 4 ноября 1333 года разрушительное наводнение смыло три из четырёх мостов через Арно, а также древний памятник Марса, покровителя города, что было интерпретировано как плохое предзнаменование.
Самый тёмный период пришёлся на 1342—1346 годы, когда обанкротились банки Барди, Перуцци, Аччайоли и Боннакорси.

### Герцог Афинский
Чтобы погасить социальную напряжённость и, как следствие, политическую нестабильность, было принято решение поручить управление городом французскому дворянину, бывавшему в городе в свите Карла Калабрийского, — Готье VI де Бриенну, номинальному герцогу Афинскому.
Его политика, однако, вскоре вызвала возмущение флорентийцев. Герцог, пытаясь дистанцироваться от поддержки магнатов, которые призвали его в город, начал проводить политику, умеренно благоприятную для низших классов, вероятно, рассчитывая сформировать себе опору для преобразований. В итоге магнаты подняли восстание против Готье, и 26 июля 1343 года, в день Святой Анны, герцог бежал из города — эта дата осталась в хрониках как дата празднования вновь обретённой свободы. Изгнанию герцога Афинского были посвящены циклы фресок, например, фреска в Палаццо Веккьо, в настоящее время почти полностью утраченная.

### Первые беспорядки: восстание Чуто Брандини
Сразу после изгнания Готье по городу прокатились беспорядки, но к осени они были подавлены.
Несколько месяцев спустя, в мае 1345 года, подмастерье чесальщика шерсти Чуто Брандини организовал забастовку и демонстрации на улицах города, на площади Санта-Кроче и Лоджии Слуг Марии, но попытка сплотить ремесленников в «братство» и добиться выполнения их требований закончилась неудачей: Брандини был арестован вместе с детьми 24 мая 1345 года, осуждён подеста и в течение нескольких дней казнён через отсечение головы. Опыт Брандини можно считать предтечей восстания Чомпи, произошедшего более тридцати лет спустя.

### «Чёрная смерть»
Вспышка эпидемии чумы в 1348 году поразила всю Европу, нанеся катастрофический удар по экономике, которая вошла в период застоя.
Официальная статистика показывает сокращение населения Флоренции на 40-60 %. Реальные цифры ещё более показательны: население сократилось со 120 до 90 тысяч жителей в начале XIV века и далее до 30-25 тысяч. В любом случае, первые исторически проверяемые данные указывают, что в 1427 году в городе проживало около 70 тысяч человек. Многие бежали из города, опасаясь эпидемии, что нашло своё отражение в «Декамероне» Джованни Боккаччо.
Нехватка рабочей силы привела к параличу хозяйственной деятельности, в том числе сельскохозяйственных производителей, что в свою очередь привело к многолетнему голоду.

### «Жирный народ» и «тощий народ»
Во Флоренции, как и в других городах Центральной Италии, экономические проблемы привели к серьёзным социальным сдвигам.
С 1343 года процедура доступа в государственные органы была пересмотрена: была утверждена система «imborsazioni», то есть жеребьёвки при назначении чиновника. Кандидаты выбирались из «жирного народа» — пополанов. Для предотвращения попадания во власть представителей «тощего народа» — ремесленников и низших слоёв, — были учреждены специальные суды партии гвельфов, которые могли объявить любого гибеллином и отправить в изгнание.
«Тощему народу» было запрещено собираться в любых целях и объединяться в общества, даже в религиозных целях. В результате стала формироваться база для масштабного социального взрыва.

### Война восьми Святых
В 1375 году папская курия стала готовить возвращение папы в Рим из Авиньона. Кардинал Гульельмо Ноэле в Болонье запретил продавать флорентийским купцам зерно. Эта акция была интерпретирована флорентийцами как попытка ослабить город перед попыткой захватить его. Напряжённость усугублялась вторжением находившихся на папской службе войск сэра Джона Хоквуда в Тоскану. Флорентийцы начали подстрекать к восстанию низшие классы в городах, принадлежавших папству.
Во Флоренции была создана специальная коллегия «Восьми по ведению войны». Членов этой коллегии стали называть «Восемью святыми», чтобы подчеркнуть нравственную состоятельность своих претензий. В 1376 году флорентийцев поддержала Болонья. Тогда 31 марта 1376 года папа Григорий XI наложил на Флоренцию интердикт.
Екатерина Сиенская, посредница между противоборствующими сторонами, после прибытия папы из Авиньона в 1377 году инициировала новые переговоры, но они не имели результата. В апреле 1377 года флорентийцы смогли заручиться поддержкой Хоквуда и его войск, а городское духовенство было обложено высоким налогом, что вынудило клириков открыть храмы.
Усилиями правителя Милана Бернабо Висконти была созвана конференция в Сарцане (12 марта 1378 года), на которой стало известно о смерти Григория XI в ночь на 27 марта. Избрание нового папы Урбана VI способствовало заключению мира, подписанного 28 июля 1378 года в Тиволи. Флорентийцы обязались уплатить папе 250 000 флоринов в обмен на отмену интердикта.

### Восстание чомпи
После окончания Войны восьми святых «тощий народ» не преминул заявить о себе серией бунтов, потрясших основы Флорентийской республики. В июле 1378 года разразилось восстание чомпи (чесальщиков шерсти) с требованием повышения заработной платы, улучшения условий жизни и юридического закрепления их профессионального статуса. Благодаря фактору внезапности восстание имело первоначальный успех. Однако внутренние разногласия, намеренно заострённые «жирным народом», привели к быстрому поражению чомпи и отмене предоставленных им привилегий.

### Подъём семьи Альбицци
После подавления восстания чомпи политическая власть во Флоренции перешла в руки небольшого числа банковских семей, в частности семьи Альбицци, которые пытались предотвратить превращение Флорентийской республики в синьорию. В городе утвердилось олигархическое правление. Альбицци, используя насилие и подтасовки в списках кандидатов на выборные должности, создали прочную группу лояльных семей, используя которые смогли победить соперников: сначала семью Риччи, а затем — Альберти. Альбицци предпочитали опираться на старую аристократию, а семьи обогатившихся ремесленников и сельских землевладельцев стали группироваться вокруг семьи Медичи, что заложило базу для будущей конфронтации.

### Внешняя политика
В период олигархического правления Флоренция смогла восстановить своё экономическое и военное могущество. Во внешней политике город стал ориентироваться на политику миланских правителей Висконти. В 1406 году флорентийцы заняли Пизу.
В первые годы XV века Флоренция расширила своё господство на северном направлении, приобретя Кастрокаро, в нескольких милях от Форли, где правили Орделаффи.

## Ренессанс
В то время как Флоренция переживала культурный ренессанс, политические и военные события вокруг города складывались не лучшим образом. В 1424 года армия города потерпела тяжёлое поражение в битве при Дзагароло, и последствия войны, в сочетании с поспешным возведением купола собора Санта-Мария-дель-Фьоре, привели к необходимости ввести новые налоги. В 1427 году Синьория ввела «кадастр» — это была первая попытка установления налоговой справедливости в современной истории. Этот документ ввёл налог на домашние хозяйства на основе оценки их состояния. Записи в кадастре являются своеобразным памятником эпохи, зафиксировавшим уровень жизни населения. Самой богатой семьёй были Строцци, но все больший вес обретали Медичи, пришедшие в город из области Муджелло в конце XII века.
Люди, исключённые из правительства, несколько раз пытались свергнуть олигархию в союзе с Медичи. В 1433 году Козимо, глава семьи, был сослан. Однако в следующем году его сторонники свергли Синьорию, и Козимо был возвращён во Флоренцию. Это возвращение положило конец олигархической власти и дало отсчёт Синьории Медичи.
Козимо Медичи (1414—1464) сохранил внешние формы республики, однако получил право определять, кто из избранных народом кандидатов займёт управленческие должности. Таким образом, хотя с формальной точки зрения он был не более чем частным лицом, Козимо де-факто получил в свои руки городское управление. Заключая союзы, Козимо удалось избежать конфликтов с Миланом или Венецией и укрепить верховенство Флоренции в Тоскане.
Республика Лукка была единственным городом-государством, который не был поглощён Флоренцией, оставаясь формально независимым вплоть до наполеоновского завоевания. Он был присоединён к Великому герцогству Тоскана в 1800 году.
После смерти Козимо Медичи власть во Флоренции спокойно перешла к его сыну Пьеро (1464—69), который передал ее сыновьям своим Лоренцо и Джулиано. Второй погиб во время заговора Пацци в 1478 году, но первый незыблемо держал в руках власть до своей смерти в 1492 году. В ходе расследования заговора Пацци Лоренцо узнал о связях заговорщиков с Папой Сикстом IV, что надолго испортило отношения между флорентийской правящей династией и Святым Престолом. В 1491 году флорентийцы призвали французского короля Карла VIII, отправившегося в поход в Италию, на защиту своей свободы, и Медичи были изгнаны. 
Первый период правления Медичи закончился возвращением республиканского правительства под влиянием учения радикального доминиканца Джироламо Савонаролы, который фактически правил Флоренцией с 1494 по 1498 год. В 1512 году Медичи вернулись во Флоренцию при поддержке Папы Юлия II, но 16 мая 1527 года флорентийцы вновь изгнали Медичи и восстановили республику.
Однако император Карл V и папа Климент VII (Джулио Медичи) окончательно утвердили господство Медичи во Флоренции. После долгой осады и завоевания Флоренции в 1530 году там стал править Алессандро Медичи.
При поддержке папы Медичи в 1537 году получили титул наследственных герцогов Флоренции, а в 1569 году — великих герцогов Тосканы, и правили в течение последующих двух столетий.

## Великое герцогство
При герцогах Медичи Флоренция выиграла вековую борьбу с Сиеной, триумфально завершив войну в 1555 году. Мир в Като-Камбрези (1559) санкционировал аннексию Сиены Флоренцией, хотя официально сиенцы сохраняли прежние органы власти.
Вымирание династии Медичи и брак Франца I Стефана, герцога Лотарингиского, и Марии Терезии Австрийской привели к переходу Тосканы к австрийской короне. Лотарингская династия герцогов Тосканы правила городов мирно, отличалась щедростью. Великий герцог Леопольд провёл аграрную реформу, а 30 ноября 1786 года обнародовал новый Уголовный кодекс, в котором впервые в Европе были отменены смертная казнь и пытки. Репутацией просвещённого монарха он заслужил уважение деятелей эпохи Просвещения.

## XIX—XX века
Плебисцит 1861 года ликвидировал герцогское правление и закрепил присоединение Тосканы к вновь возникшему Королевству Италия.
Между 1864 и 1870 годами Флоренция носила статус столицы Италии, перешедший к ней от Турина и уступленный ею Риму после присоединения к королевству Лацио, до тех пор входившего в состав и являвшегося центром Папской области. В этот период произошли городские волнения, известные как «Risanamento» — «Чистки».
В XIX веке население Флоренции выросло примерно в три раза за счёт роста туризма, торговли, финансовых услуг и промышленности. Иностранцы составляли четверть населения, романтическая атмосфера города привлекала таких писателей, как Джеймс Ирвинг, а также художников-прерафаэлитов.
Во время Второй мировой войны город был оккупирован немцами в течение года (1943—1944). В августе 1944 года произошло антифашистское восстание, и при поддержке партизанских сил Флоренция была освобождена 11 августа 1944 года.
12 февраля 1951 года во Флоренции состоялся первый показ мод, организованный Джованни Баттиста Джорджини.
4 ноября 1966 года город охватил катастрофический паводок. Арно затопила большую часть территории города, в результате чего 34 человека погибли, а постройкам был нанесён серьёзный огромный ущерб. Даже художественное наследие города сильно пострадало. Образы Флоренции, затопленной водой и грязью, вызвали волну солидарности, и тысячи добровольцев, так называемых «грязевых ангелов», приехали со всех концов мира помочь городу.

## Третье тысячелетие
В 2002 году город принимал первый большой Европейский социальный форум.
В 2008 году началось строительство новой трамвайной инфраструктуры, первая линия была завершена в 2010 году, несмотря на многочисленные протесты, которые сопровождали строительство. Строительство двух новых линий было завершено в 2011 году.
В сентябре 2013 года Флоренция приняла Чемпионат мира по шоссейным велогонкам.